# Raphidophyceae
Die Raphidophyceae oder Chloromonadophyceae  sind eine Gruppe phototropher, durch Flagellen beweglicher, einzelliger Algen. Aus phylogenetischer Sicht werden sie zu den Stramenopiles gestellt.

## Lebensweise und Eigenschaften
Die teilweise auch als Chloromonaden bezeichneten Vertreter der Raphidophyceae leben hauptsächlich im Plankton des Süßwassers, man findet sie in kleinen Teichen, Tümpeln und auch in Mooren. Einige Arten kommen auch im Salzwasser an Meeresküsten vor. Sie reagieren empfindlich auf Verunreinigungen, so ist die Art Gonyostomum semen ein guter Bioindikator für dystrophe Gewässer (Braunwasserseen).
Alle Arten sind mit einer Schleppgeißel sowie einer nach vorn gerichteten Zuggeißel (lokomotorische Geißel) heterokont begeißelte Einzeller. Die nach vorn gerichtete Geißel trägt Flimmerhaare, die hintere ist glatt. Als Einzeller sind sie relativ groß, sie können eine Größe von bis zu 0,1 Millimeter erreichen.
Sie besitzen keine feste Zellwand, stattdessen umgibt eine verstärkte Pellicula das Innere der Zelle (Protoplasma). Unter der Pellicula liegen Trichozysten, sie werden zur Verteidigung verwendet. Bei den Algen findet man Trichozysten außerdem nur bei den Dinophyta und ähnliche Formen bei den Cryptophyta.
Die Plastiden sind grün bis gelb-grün gefärbt und enthalten Chlorophyll a, c1 und c2. Zu den hauptsächlichen akzessorischen Pigmenten zählen das β-Carotin und die Xanthophylle Diadinoxanthin, Diatoxanthin und Vaucheriaxanthin.
Es sind keine Pyrenoide vorhanden. Als Reservestoffe werden Lipide verwendet.

## Fortpflanzung
Bei den Raphidophyceae ist nur asexuelle Fortpflanzung bekannt. Meist vermehren sie sich durch Längsteilung der Zelle im aktiven, schwimmenden Zustand. Einige, zum Beispiel Arten der Gattung Vacuolaria, vermehren sich auch unter einer Gallertschicht. Von dieser Schicht bleiben die Tochterzellen einige Zeit umgeben, bis sie sich durch Auflösung der Gallerte voneinander trennen.

## Beispiele
Die Gattung Gonyostomum ist weltweit in Torfsümpfen und dystrophen Seen verbreitet. Die Art Gonyostomum semen kann ungünstige Lebensbedingungen in Form von Zysten überdauern. Vacuolaria virescens ist bei der Fortpflanzung von einer Gallertschicht umgeben, an der sich auch Bakterien ansammeln können. Diese Art lebt in kleinen Tümpeln und in dystrophen Teichen. Fibrocapsa japonica ist eine erst 1973 in Küsten um Japan entdeckte Art, die Nervengifte bilden kann. Diese Gifte können tödlich auf verschiedene Fische wirken. Wenn diese Art sich rasant zu vermehren beginnt und eine Algenblüte bildet, verursacht sie große wirtschaftliche Schäden in der japanischen Küstenfischerei. Diese Art tritt seit Anfang der 1990er Jahre auch häufiger an den europäischen Küsten auf. Im Jahre 1995 wurde sie auch im deutschen Wattenmeer gefunden. Einige Arten der marinen Gattung Chattonella können ebenfalls für Fische gefährliche Toxine produzieren.

## Systematik
Die Raphidophyceae werden auch, meist in der Botanik, als Chloromonadophyceae bezeichnet. Der Name wird auch mit einem zusätzlichen i geschrieben: Raphidiophyceae. Diese phototrophen Organismen werden, da sie Einzeller sind, aus historischer Sicht auch in der Zoologie behandelt. Hier werden sie als die Ordnung Chloromonadina der Heterokonta angesehen. Auch die Bezeichnung Raphidomonadea ist hier gängig.
Nach der hier verwendeten Systematik sind folgende Gattungen bekannt:
- Chattonellales
  - Chattonellaceae
    - Chattonella
    - Fibrocapsa
    - Heterosigma
    - Viridilobus(N)

  - Vacuolariaceae
    - Gonyostomum
    - Merotricha
    - Vacuolaria
- Raphidophyceae incertae sedis / ohne nähere Zuordnung(N)
  - Chlorinimonas
  - Haramonas
  - Psammamonas

(N) – nach der Taxonomie des National Center for Biotechnology Information (NCBI).
Die Gattung Olisthodiscus wurde nach NCBI in eine eigene Gruppe, die Schwestergruppe Olisthodiscophyceae verschoben.